# UMS Minye Theinkhathu
L'UMS Minye Theinkhathu (en birman : မင်းရဲသိင်္ခသူ; [mɪ́ɴjɛ́ θèiɴgəðù]), pennant number 71, est un sous-marin de classe Sindhughosh (classe Kilo) de la marine birmane. En service depuis 2021, c’est le premier sous-marin birman. Avant d’être acquis par le Myanmar, il a servi dans la marine indienne sous le nom d’INS Sindhuvir (S58).

## Contexte
À partir des années 1980 et jusqu’en 2000, la marine indienne a acquis dix sous-marins de classe Kilo auprès de l’Union soviétique et de son successeur, la Russie. En Inde, ils sont connus sous le nom de classe Sindhughosh.

## Service dans la marine birmane
Le Myanmar a acquis l’INS Sindhuvir en 2020,. Le navire a été réaménagé par Hindustan Shipyard avant sa livraison,
Le sous-marin a été vu publiquement pour la première fois comme un navire de la marine birmane, sous le nom d’UMS Minye Theinkhathu, le 15 octobre 2020 dans le cadre de l’exercice naval « Bandoola 2020 » . Le sous-marin a été officiellement mis en service, avec six autres nouveaux navires, lors de la cérémonie de la 73e Journée de la marine le 24 décembre 2020,. La cérémonie a été suivie par les ambassadeurs indien et russe au Myanmar, ce qui, selon la société de renseignement militaire Jane's Information Group, pourrait indiquer une implication russe dans le transfert du sous-marin au Myanmar.
Il semble être nommé d’après Minye Theinkhathu, de la dynastie Taungû (ou Toungoo), qui était le père du roi Bayinnaung et a servi comme vice-roi de Toungoo de 1540 à 1549.

## Galerie

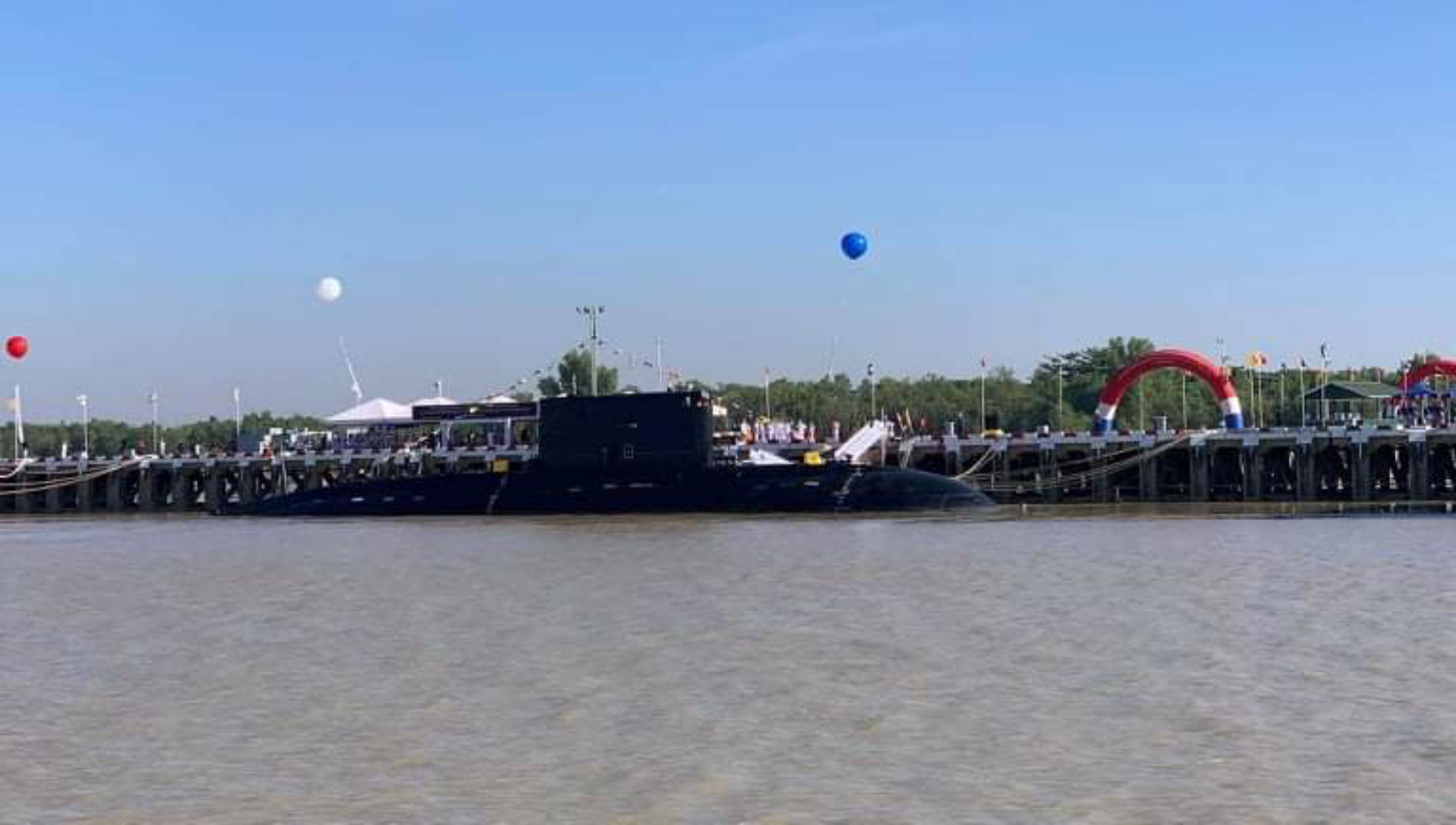
Autre photo de la cérémonie